# Unterseeboot 283
Le Unterseeboot 283 (ou U-283) est un sous-marin allemand (U-Boot) de type VII.C utilisé par la Kriegsmarine (marine de guerre allemande) pendant la Seconde Guerre mondiale.

## Historique
Mis en service le 31 mars 1943, l'Unterseeboot 283 reçoit sa formation de base à Danzig au sein de la 8. Unterseebootsflottille jusqu'au 31 janvier 1944 sous les ordres de l'Oberleutnant zur See Heinz-Günther Scholz jusqu'à sa passation de commandement à l'Oberleutnant zur See Günter Ney le 16 août 1943, puis l'U-283 intègre sa formation de combat à la base sous-marine de Brest avec la 9. Unterseebootsflottille, port qu'il n'atteindra jamais.
L'Unterseeboot 283 a effectué une patrouille dans laquelle il n'a ni coulé, ni endommagé de navire au cours de trente jours en mer.
Il réalise sa seule patrouille, quittant Kiel le 13 janvier 1944 sous les ordres de l'Oberleutnant zur See Günter Ney. 

Le 10 février 1944 à 21 h 10, l'U-283 repousse une attaque aérienne avec ses armes anti-aériennes (flak). L'U-Boot signale l'attaque à son quartier général, mais sans mentionner que l'avion avait été abattu. L'attaquant était apparemment un bombardier Vickers Wellington britannique (RAF Squadron 612). Signalé par les Allemands comme touché, subissant des avaries de moteur, il est porté disparu avec ses six membres d'équipage.
Après trente jours en mer, l'U-283 est coulé le 11 février 1944 au sud-ouest des Îles Féroé à la position géographique de 60° 45′ N, 12° 50′ O par des charges de profondeur lancées du bombardier Vickers Wellington canadien (RCAF Squadron 407/D). Les quarante-neuf membres d'équipage meurent dans cette attaque.

## Affectations successives
- 8. Unterseebootsflottille à Danzig du 31 mars 1943 au 31 janvier 1944 (entrainement)
- 9. Unterseebootsflottille à Brest du 1er au 11 février 1944 (service actif)

## Commandement
- Oberleutnant zur See Heinz-Günther Scholz du 31 mars au 15 août 1943
- Oberleutnant zur See Günter Ney du 16 août 1943 au 11 février 1944

## Patrouilles
|       | Commandant       | Départ          | Départ | Arrivée         | Arrivée | Jours    | Succès |
| ----- | ---------------- | --------------- | ------ | --------------- | ------- | -------- | ------ |
| 1     | Oblt. Günter Ney | 13 janvier 1944 | Kiel   | 11 février 1944 | Coulé   | 30 jours |        |
| Total | Total            | Total           | Total  | Total           | Total   | 30 jours | 0 t    |

Note : Oblt. = Oberleutnant zur See 

### Opérations Wolfpack
L'U-283 a opéré avec les Wolfpacks (meute de loups) durant sa carrière opérationnelle:
1. Stürmer (27 janvier 1944 - 3 février 1944)
2. Igel 1 (3 février 1944 - 11 février 1944)

## Navires coulés
L'Unterseeboot 283 n'a ni coulé, ni endommagé de navire ennemi au cours de l'unique patrouille (30 jours en mer) qu'il effectua.

### Source et bibliographie
- (en) Cet article est partiellement ou en totalité issu de l’article de Wikipédia en anglais intitulé « German submarine U-283 » (voir la liste des auteurs).
- Chris Bishop, historien militaire (trad. de l'anglais par Christian Muguet), Les sous-marins de la Kriegsmarine : 1939-1945 : le guide d'identification des sous-marins [« The spellmount submarine identification guide : Kriegsmarine U-boats 1939-1945 »], Paris, Éd. de Lodi, 2008, 192 p. (ISBN 978-2-84690-327-1, OCLC 470721805, BNF 41298980)